# Монако на «Евровидении-1959»
Монако принимало участие в Евровидении 1959, проходившем в Каннах, Франция. На конкурсе её представлял Жак Пиллс с песней «Mon ami Pierro», выступавшие под номером 4. В этом году страна заняла поледнее место, получив 1 балл от Австрии. Комментатором конкурса от Монако в этом году был Клод Даргет.

## Страны, получившие баллы от Монако
| 2 балла | Великобритания Франция                            |
| 1 балл  | Дания Италия Нидерланды Швейцария Австрия Бельгия |